# موفق قات
موفق قات (1955 -) هو فنان تشكيلي ورسام كريكاتير ورسوم متحركة سوري.

## مسيرته
- خريج المعهد العالي للسينما / موسكو/ VGIK باختصاص فنان في الرسوم المتحركة.[3]
- عمل رساما للكاريكاتير في جريدة الثورة سوريا.
- عمل رساما للأطفال في مجلة الطليعي دمشق.
- عمل رساما للكاريكاتير في مجلة الدومري.
- عمل مصمما ورساما لمنشورات منظمة اليونيسيف (كتب ملصقات برشورات) بدمشق 95-99
- رسم وأخرج الفيلم الكرتوني ' حكاية مسمارية ' عام 1991،/35/ مم.
- رسم وأخرج الفيلم الكرتوني ' جحا يحب النصائح ' عام 1991،/35/مم.
- رسم وأخرج الفيلم الكرتوني ' جحا في المحكمة ' عام 1994.وهو أول فلم كرتوني سوري ينفذ بواسطة الكومبيوتر.
- رسم وأخرج الفيلم الكرتوني ' ألف صورة وصورة ' 1995بمناسبة مرور /100/ عام على اختراع السينما،/35/مم.
- رسم وأخرج الفيلم الكرتوني ' مذكرات رجل بدائي 1 ' 1997 (كمبيوتر)..
- صمم ونفذ الفيلم الكرتوني (ديجيتال) كمبيوتر 2000.
- رسم وأخرج الفيلم الكرتوني ' مذكرات رجل بدائي 2' 2005 (كمبيوتر)..
- رسم وأخرج فيلم دعائي لصالح منظمة اليونيسيف في نيويورك ' تعليم فتاة ' بالتعاون مع اتحاد رسامي الكرتون العالمي وعرض في أكثر المحطات العالمية.
- أخرج خمسة أفلام كرتونية بعنوان (مغامرات مسعود) لصالح التلفزيون السوري 2004.[4]

## الشهادات والجوائز[5]
- الجائزة الأولى للكاريكاتير في سوريا 1986.
- جائزة لجنة التحكيم الخاصة في مهرجان دمشق السينمائي 1991 عن فيلم 'حكاية مسمارية
- جائزة النقاد العرب عن فيلم ' حكاية مسمارية ' 1991
- شهادة تقدير من مهرجان بومباي للأفلام القصيرة / الهند / 1993 عن فيلم ' حكاية مسمارية '
- الجائزة الأولى في مهرجان القاهرة الدولي لسينما الأطفال عن فيلم ' ألف صورة وصورة ' 1996.
- الجائز الذهبية في مهرجان المحرس / تونس عن فيلم ' ألف صورة وصورة ' .
- التانيت البرونزي في مهرجان قرطاج الدولي /تونس/ عن فيلم ' ألف صورة وصورة '
- شهادة تقدير من مهرجان ' جربة ' / تونس / عن فيلم مذكرات رجل بدائي 1998 .
- جائزة لجنة التحكيم الخاصة في مهرجان دمشق السينمائي عن فيلم مذكرات رجل بدائي 1998.
- جائزة لجنة التحكيم الخاصة في مهرجان دمشق السينمائي عن فيلم مذكرات رجل بدائي 2/ لعام2005.
- جائزة الصحافة العربية الخاصة بالرسم الكاريكاتيري 2016، حفل تقديم الجوائز في المركز التجاري العالمي بدبي[6]

## ديكور سينمائي
صمم ونفذ ديكور أكثر من عشرين فيلما سينمائيا طويلاً وقصيراً منها- ليالي ابن أوى/ شيء ما يحترق / صعود المطر / نسيم الروح /الطحين الأسود / المطاردة / خارج التغطية /الهوية / في رحاب الأسطورة/ البطريق / حياة عادية /الحركة الخامسة/ قليلا من الوقت / أيام الضجر /ايادينا/ قمران وزيتونة -

## معارض تشكيلية
- معرض شخصي صالة عشتار 1988 (تصوير زيتي).
- معرض تقنيات الرسوم المتحركة (صالة الشعب) 1992.
- معرض شخصي صالة عشتار 1997 (تصوير زيتي.
- مشاركات في أكثر من 50 معرضاً مشتركاً داخل القطر وخارجه.
- مثل سوريا في ملتقيات ومؤتمرات ومنديات فنية داخلية وخارجية.
- يمارس التدريس في الجامعة الدولية للعلوم والتكنولوجيا فن الرسوم المتحركة ومادة الرسم الأكاديمى في جامعة القلمون.
- عمل رئيساً لقسم الرسوم المتحركه في التلفزيون السوري
- حصل على جائزة الكاريكاتور العربي في الدوحة لعام 2012
- حصل على جائزة الصحافة العربية التي يقدمها نادي دبي للصحافة، عن فئة الرسم الكاريكاتيري للعام 2016

1. ↑  "موفق قات - ديكور فيلموجرافيا، صور، فيديو". elCinema.com. اطلع عليه بتاريخ 2024-01-28.
2. ↑  "موفق قات. فنان سوري يقيم في كندا".
3. ↑  "موفق قات.. 30 عاما في رسم الألم السوري". سكاي نيوز عربية. اطلع عليه بتاريخ 2024-01-28.
4. ↑  u2dmp (8 مارس 2019). "موفق قات". مركز حرمون للدراسات المعاصرة. اطلع عليه بتاريخ 2024-01-28.{{استشهاد ويب}}:  صيانة الاستشهاد: أسماء عددية: قائمة المؤلفين (link)
5. ↑  جدلية, Jadaliyya-. "رسام الكاريكاتير السوري موفق قات". Jadaliyya - جدلية (بالإنجليزية). Retrieved 2024-01-28.
6. ↑  "كافيه شو - منح جائزة محمود كحيل للكاريكاتور السياسي إلى الرسام السوري موفّق قات". مونت كارلو الدولية / MCD. 2 مايو 2021. اطلع عليه بتاريخ 2024-01-28.
7. ↑  "السوريان موفق قات وديالا برصلي يفوزان بجائزة "محمود كحيل" للفنون". تلفزيون سوريا. 9 أبريل 2021. اطلع عليه بتاريخ 2024-01-28.